# Beleg van Maastricht (1579)
Het Beleg van Maastricht vond plaats van 8 maart tot 29 juni 1579, tijdens de Tachtigjarige Oorlog, in en rondom de stad Maastricht. De groots opgezette aanval van de Spaanse veldheer Alexander Farnese (prins, later hertog van Parma) op de vesting Maastricht leidde tot de bijna vier maanden durende belegering, de gewelddadige inname, de daarop volgende driedaagse plundering en de terugkeer van het Spaanse gezag in Maastricht (tot 1632).

## Voorgeschiedenis
Maastricht was sinds de hoge middeleeuwen een tweeherige stad, gezamenlijk bestuurd door de prins-bisschop van Luik en de hertog van Brabant. In 1430 traden de Bourgondische hertogen in de rechten van de Brabantse hertogen, vanaf 1482 waren dat de Habsburgers. In 1555 erfde Filips II van Spanje de titel 'hertog van Brabant' en was daarmee tevens mede-heer van Maastricht. De stad was destijds vanwege zijn geografische ligging en zijn economische betekenis een strategisch belangrijke garnizoensstad en de belangrijkste grensvesting van de Nederlanden. Sinds de Beeldenstorm van 1566 was hier een permanent garnizoen gelegerd, voor een groot deel bestaand uit huurlingen uit diverse delen van het Heilige Roomse Rijk. Na het staatsbankroet van het Spaanse Rijk in 1575, konden de troepen in de Habsburgse Nederlanden niet of nauwelijks worden betaald. In Maastricht (en Antwerpen) leidde dat in 1576 tot de Spaanse Furie, eindigend in een bloedbad en de plundering van de stad.
In 1578 trad de stad toe tot de Pacificatie van Gent en verklaarde zich daarmee openlijk voor de Staten-Generaal van de Nederlanden. Een aanval op de stad werd daarna elk moment verwacht. De hertog van Parma had in juni 1578 al het Spaanse gezag weten te herstellen in een groot deel van de Landen van Overmaas vlak bij Maastricht, onder andere door de inname van de burchten van Limburg aan de Vesder, Valkenburg en Dalhem. Het zou een aanloop zijn voor de grote aanval op Maastricht.
Willem van Oranje had weinig vertrouwen in de militaire gouverneur van Maastricht, Melchior van Schwarzenberg, en benoemde daarom de Lotharinger Sebastiaan Tapijn (Sébastien Tapin) tot vestingcommandant. Tapijn had roem vergaard met de versterking van de Hugenotenvesting La Rochelle, voorafgaand aan het met succes afgeslagen beleg van 1573 tijdens de vierde Hugenotenoorlog. Alexander Farnese was op 2 maart begonnen met de Slag bij Borgerhout (bij Antwerpen), maar verplaatste zijn legers plotseling in oostelijke richting. Hij kwam op 8 maart 1579 voor Maastricht aan, waarna hij de stad een aanbod deed van algemene amnestie en waarborg van alle rechten en privileges, mits de stad zich zou overgeven en uitsluitend de katholieke godsdienst en het gezag van de Spaanse koning zou aanvaarden. Het aanbod werd afgeslagen, waarmee het beleg begonnen was.

### Staat van beleg
In januari had de prins de vestingingenieur Sebastiaan Tapijn naar Maastricht gezonden, aanvankelijk om onder François de La Noue te dienen, echter La Noue wist niet tijdig binnen de stad te komen. Tapijn's voornaamste taak was om de nodige verbeteringen aan de vestingwerken aan te brengen. Hij nam allerlei maatregelen om de stad op een aanval van de Spaanse troepen voor te bereiden. Zo werd op de Jeker een molen gebouwd om buskruit mee te fabriceren en de boeren die naar de stad waren gevlucht werden ingelijfd bij de verdedigende troepen. Buiten de wallen liet Tapijn mijnen leggen en hij liet de verdedigingsgrachten schoonmaken en verder uitdiepen. Alle burgers moesten verplicht aan de vestingwerken meebouwen. Al deze maatregelen waren nagenoeg voltooid toen Parma voor de stad verscheen met een leger van ruim achttienduizend man.

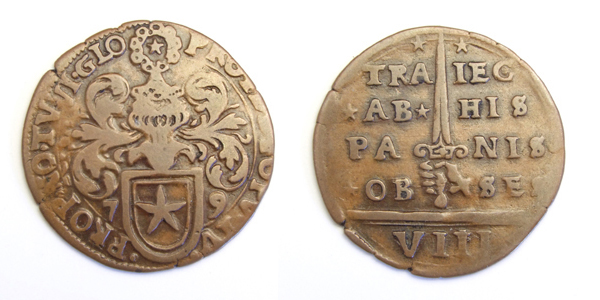
Maastrichtse belegeringsmunt, 8 stuiver, geslagen tijdens het beleg.

De Italiaanse jezuïet en geschiedschrijver Famiano Strada, die rond 1600 De Bello Belgico decades duae, 1555-1590 schreef, een van de belangrijkste bronnen voor de geschiedenis van de Tachtigjarige Oorlog, beschreef de verdediging van de Maastrichtenaren. De burgers hadden achter de bestaande vestingwerken van de stad een geheel nieuwe linie opgeworpen, onzichtbaar voor het oog van de belegeraars. De nieuwe vestingwerken waren net als de andere werken voorzien van een diepe gracht, hoge wallen met borstwering. Deze waren aan de bestaande wallen gekoppeld middels een houten brug. Via de brug kon de verdediging zich terugtrekken naar de nieuwe linie als zij zouden moeten wijken voor een aanval. Vanaf die tweede linie moest de aanval weer opnieuw worden opgezet.
Binnen Maastricht bestond het verdedigende garnizoen uit huurlingen, Fransen, Engelsen en Schotten, in totaal ongeveer twaalfduizend man, met daarnaast een burgermilitie bestaande uit twaalfhonderd leden van de schutterij en zo'n tweeduizend andere burgers, mannen en vrouwen, aangevuld met boeren uit de omgeving. De totale bevolking van Maastricht ten tijde van het beleg bedroeg naar schatting vijftien- tot vierendertigduizend inwoners. Door de aanwezigheid van het garnizoen en grote aantallen boeren uit de naburige dorpen, werd het geld in Maastricht dagelijks schaarser en werd er daarom gebruikgemaakt van een octrooi van landvoogd Matthias van Oostenrijk en de prins van Oranje om zelf munt te slaan, waarvoor de kopervoorraad van de burgers werd aangesproken. Men sloeg stukken van een halve en een hele stuiver en daarnaast eenheden van twee, zes, acht, twaalf en vierentwintig stuivers. Hierdoor kwam er voldoende geld in omloop om lonen en soldij uit te betalen.

## Het beleg

### Insluiting

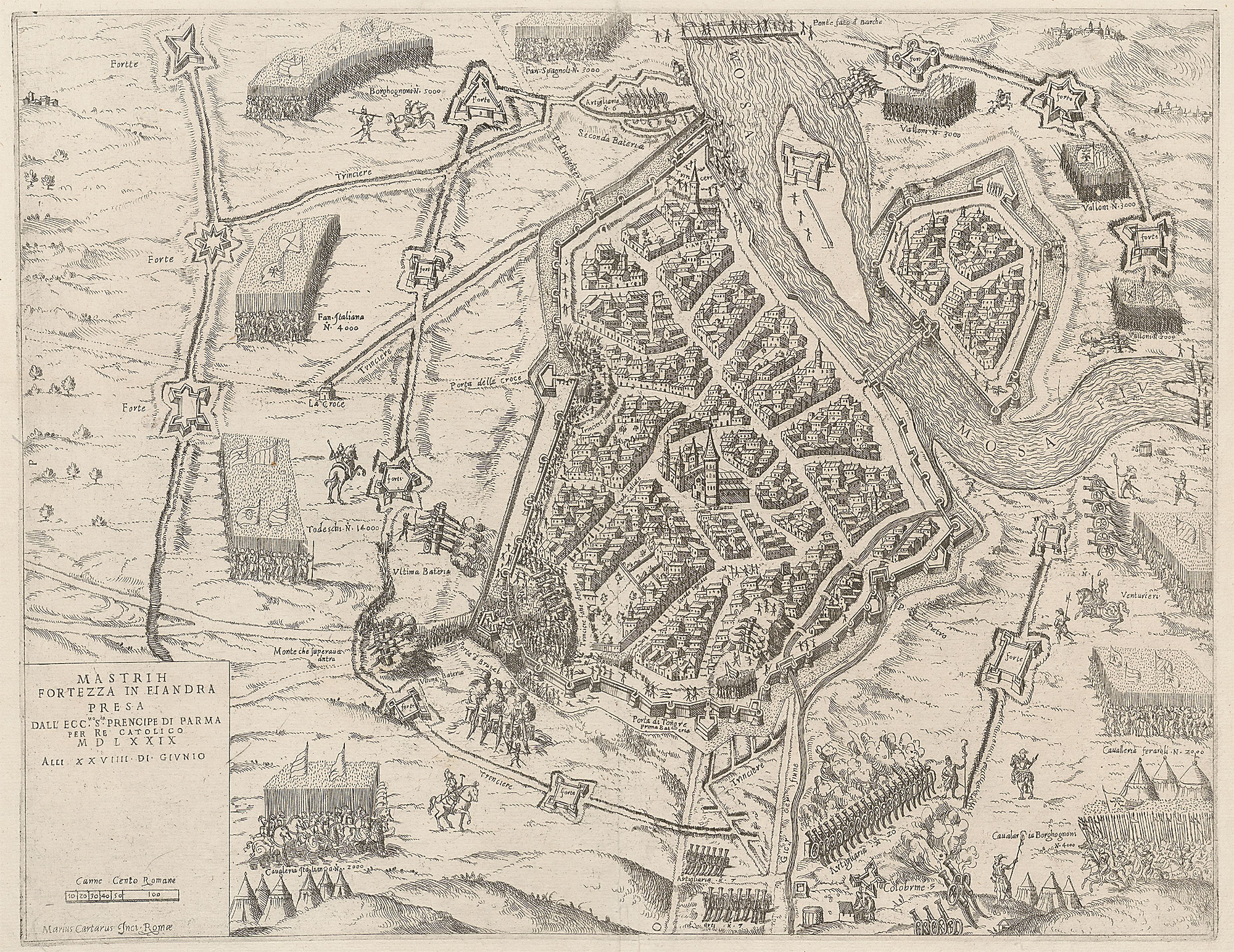
De insluiting voltooid (16e-eeuwse kopergravure van Mario Cartaro)

Op 12 maart had de berenning van Maastricht plaatsgevonden. De Spaanse troepen werden grotendeels in de omliggende dorpen ondergebracht. Parma zelf betrok zijn hoofdkwartier op het kasteel Pietersheim. Parma liet de stad van twee kanten omsingelen. Er werden twee schipbruggen aangelegd over de Maas om verbinding te houden en tegelijkertijd werd de stad afgesneden van de buitenwereld. Er werd een linie met forten rondom de stad aangelegd, alsof er een tweede stad omheen gebouwd werd. Parma liet zes grote forten opwerpen, waarvan vier op de linker Maasoever: aan de noordwestzijde tegenover de Boschpoort, bij de Brusselsepoort, tegenover het Sint-Servaasbolwerk (bij de Tongersepoort), en aan de zuidwestzijde tegenover de Sint-Pieterspoort. De twee andere forten lagen op de rechter Maasoever, rondom het stadsdeel Wyck. De forten deden dienst als soldatenverblijf en opslag voor het geschut. Zij moeten een behoorlijke omvang hebben gehad. Hier en daar werden ook kleinere schansen opgeworpen, een contravallatielinie werd (nog) niet opgezet. Door middel van twee schipbruggen werd gemeenschap gehouden met de legerafdelingen op de linker- en rechteroever. Toen de aanleg van deze linie voltooid was werd aangevangen met het graven van approches. Intussen hadden gevechten plaatsgevonden tussen bezetting en belegeraars.

### Dubbele aanval

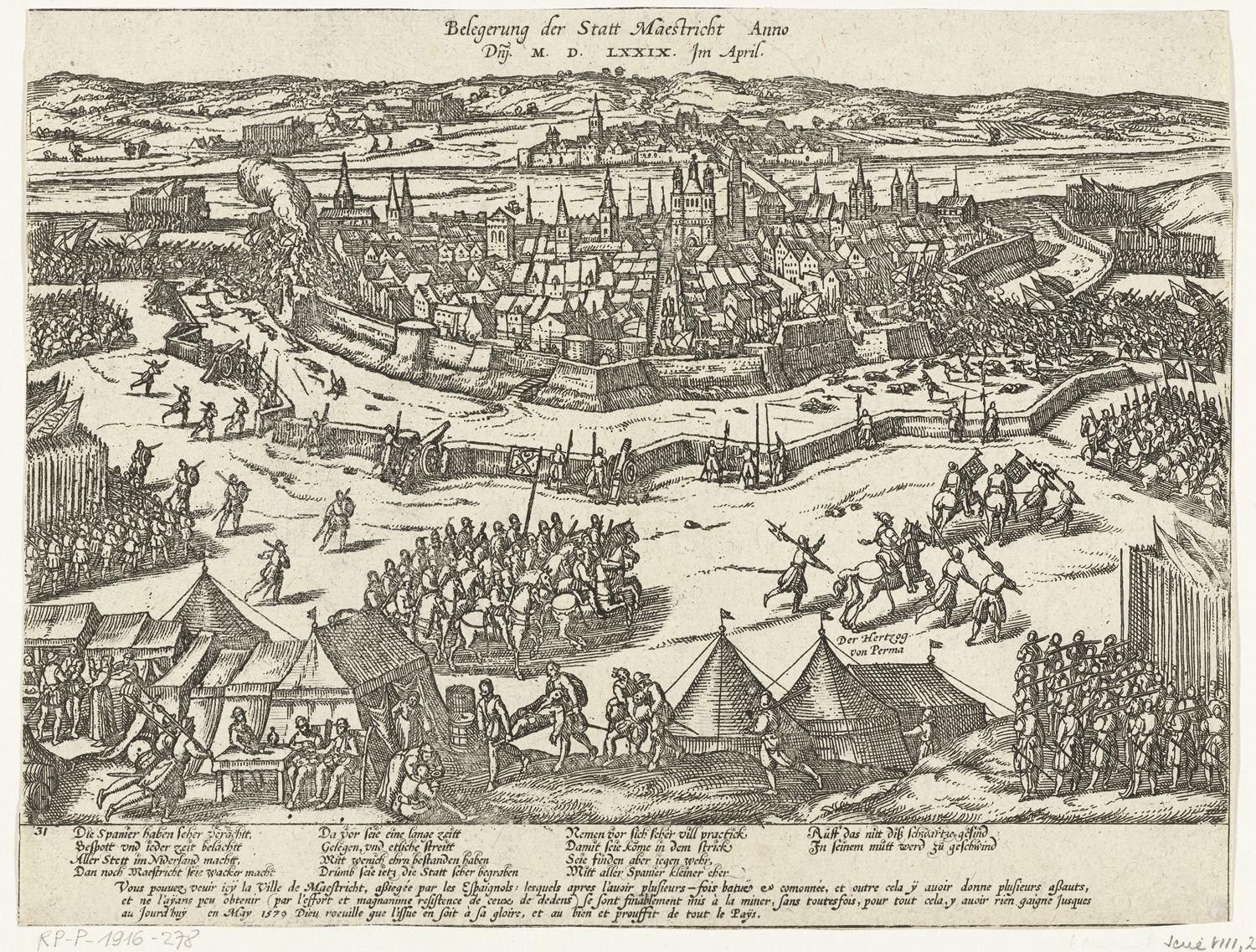
Dubbele bestorming door Parma's troepen (gravure van Frans Hogenberg)

De loopgraven van de aanvallers leidden aanvankelijk naar de Brusselsepoort. Twee dagen later deden de Maastrichtenaren een uitval, daarbij gebruik makende van eerder aangelegde contra-approches waardoor zij de aanvallers gevoelige verliezen toebrachten en veel van hun tunnels werden vernield. Toen de aanvallers het contrescarp van Maastricht hadden bereikt merkten zij dat de stad op dit punt juist niet het zwakst, maar het sterkst verdedigd was. Daardoor werd vanaf dat moment gekozen voor een nieuwe locatie, de Tongersepoort, waar op 23 maart een nieuwe aanval begon. Er werd tegenover deze poort een batterij opgeworpen met daarop zesenveertig stukken geschut. Toen Parma het gerucht van ontzet vernam liet hij uit voorzorg rondom de stad door middel van wolfskuilen en verhallingen, alle toegangswegen afsluiten.
De batterijen vuurden twee dagen onophoudelijk op de wallen zonder enig resultaat. Waar al een geringe bres was ontstaan ontdekten de aanvallers achter de muur de tweede verschansing. Om die reden liet Parma de graaf van Mansfeld met twintig stukken geschut de stad op een tweede punt aanvallen, de Boschpoort. Mondragon schoot vanuit Wijck op de stad. De inwoners van Maastricht groeven tunnels om de aanvallers ondergronds te ontmoeten. In de ondergrondse tunnels ontbrandde een felle strijd los. Honderden belegeraars werden gedood door kokend water dat in de tunnels werd gegoten. Anderen stierven door rook en zuurstofgebrek zodra de Maastrichtenaren vuren boven de tunnels aanstaken. Hopman Rhosne, een gunsteling van Parma stelde voor om een mijn onder het ravelijn te leggen. Vijfhonderd Spaanse soldaten stierven toen de kruitlading, bedoeld om de muren op te blazen, vroegtijdig ontplofte. Ortiz, een Spaans geniekapitein, verloor ook zijn leven daarbij. Vijfenveertig jaar na het beleg van Maastricht werd hij teruggevonden tijdens het graven van een bouwput. In volle wapenuitrusting, met een gouden ketting om zijn nek, spade en houweel bij zijn voeten, onverminkt, schijnbaar gereed om zo weer de strijd te hervatten.

### Tunnels en loopgraven

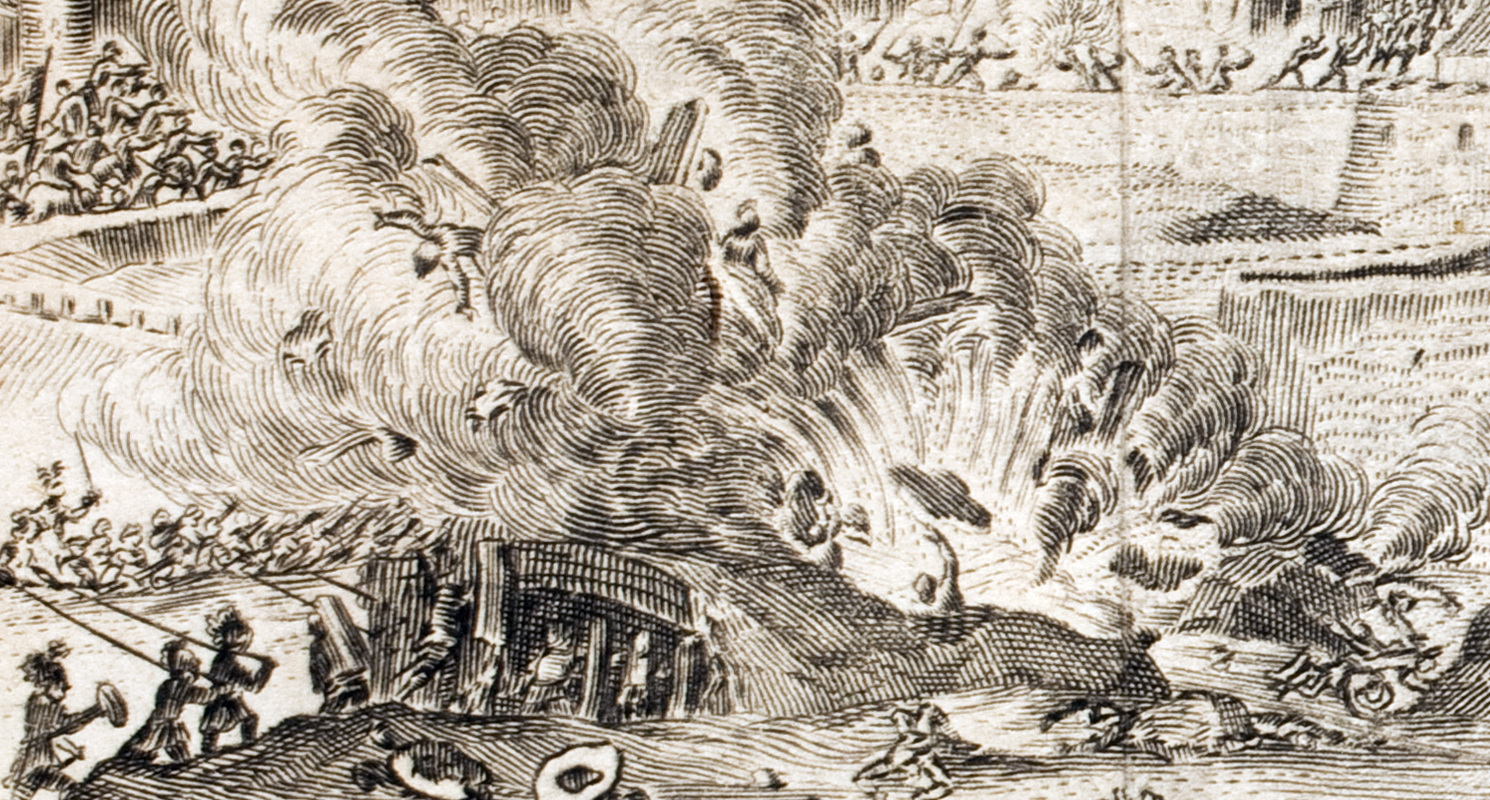
Explosie in een mijntunnel (detail gravure van Pierre Du Ryer uit Famiano Strada's De Bello Belgico)

Aanhoudende regen had het waterpeil van de gracht doen stijgen, waardoor de aanvallers gedwongen werden kanalen aan te leggen voor de afwatering. Intussen woedde de oorlog ondergronds in alle hevigheid. De strijd onder de grond werd door de drie Maastrichtse vrouwenvendels gestreden. De vrouwenvendels werden geleid door "mijnmeesteressen" zoals zij zich zelf noemden. Door middel van orgelpijpen bliezen ze rook in de tunnels, of gooiden kokend water naar binnen, honderden aanvallers kwamen daarbij om het leven. Onder de grond navigeerden ze met een kompas, een loodlijn en een maatstok. Waar de aanvallers ook groeven, steeds troffen ze contre-approches waar zij verdreven werden met kokend water en/of brandend pek. Parma koos tien vrijwilligers die voorzien van houten schilden van ruim tien centimeter dikte (door twee soldaten gedragen) voorzien van schietgaten de tunnel gingen uitkammen met lange pistolen. Vier piekeniers begeleidden deze vrijwilligers. Uiteindelijk wisten de aanvallers toch de contrescarp te bereiken van een toren, niet ver van de Tongersepoort. Daar groeven zij de gang onder de gracht door tot aan de saillant en legden daar een mijn. Op 3 april werd de mijn tot ontploffing gebracht wat een groot deel van het vestingwerk deed springen. De bres werd bestormd, deels bemachtigd, maar het geschut van de daarachter gelegen verschansing noodzaakte de aanvallers zich weer terug te trekken. In de bres poogden zij zich nog staande te houden maar werden in de flank aangevallen door Tapijn. Parma zette verse troepen in voor een tweede aanvalsgolf, maar ook deze werd afgeslagen. Na grote verliezen moest Parma van verdere aanvallen afzien. Op 7 april waren de kanalen gereed. De stad werd anderhalf dag onophoudelijk beschoten, maar iedere bres werd hersteld. Op 8 april werd de stad opnieuw van alle kanten beschoten en aangevallen. De burgers verdedigden echter verwoed de stad. Ook vrouwen streden mee, en alles wat maar als wapen kon dienen, stenen, dorsvlegels en rieken werd tegen de vijand gebruikt. Toch besloot Parma een nieuwe aanval te wagen. De hoofdaanval zou op de Boschpoort plaatsvinden waar de bres het grootste was. De aanvallers hadden schanskorven, steenklompen en dergelijke in de gracht gesmeten waardoor deze begaanbaar was. Maar om de kracht van de verdediging te verdelen werd ook een aanval op de Tongersepoort ingezet.
Op 9 april werd besloten de stad te bestormen nadat er een bres geschoten was. De stad werd verdedigd door soldaten en burgers. Onder de burgers was iedereen vertegenwoordigd, vrouwen, bejaarden en kinderen. In de vroege morgen moesten de aanvallers de stad bestormen in een regen van musketkogels, stenen, vuurballen, pikkransen en meer. In dichte drommen, met grote verliezen stormden zij voorwaarts. Urenlang werd een verbitterde strijd geleverd. De aanvallers verzamelden lijken om daarvan borstweringen te bouwen. De aanvallers bestormden zo hardnekkig dat uiteindelijk de hindernis genomen werd om daar te zien dat er een tweede verschansing achter was gebouwd. Geheel met stormpalen en diepe gracht voorzien, zij waren weer terug bij af. Ze moesten nu van een verdere aanval afzien. Bij de Tongersepoort was het al niet anders vergaan. Tegen de avond gaf Parma het bevel "staakt-het-vuren". Na een bloedig gevecht moesten de aanvallers wijken. Parma zag in dat een bestorming niet afdoende was in dit geval, hij besloot de verdere aanval ondergronds voort te zetten. Hij liet een groot aantal sappeurs uit Luik komen die tunnels moesten graven. Intussen werd bovengronds het netwerk van linies omsloten.

### Contravallatielinie
Parma schreef aan de koning dat bij deze aanval honderdvijftig Spaanse en vreemde ridders het leven hadden gelaten en vierhonderd edelen zwaargewond waren geraakt. In totaal zouden er die dag tweeduizend doden zijn gevallen, evenveel als het totale verlies van 12 maart tot 9 april. Binnen een maand tijd was het leger van Parma door ziekte en oorlogshandelingen uitgedund met een derde. Parma vond het nu noodzakelijk om de omsingeling van Maastricht te vervolmaken. Er moest een contravallatielinie komen. Daarvoor liet hij de militaire ingenieur Serbelloni een ontwerp maken, dat later als een meesterstuk zou worden beschouwd. De linie werd versterkt met zestien forten, elf op de linker- en vijf op de rechteroever. De linie werd zo sterk gemaakt dat vier- tot vijfduizend man genoeg zou zijn om haar te bemannen. De bouw van deze linie werd echter bijna dagelijks gehinderd door beschietingen vanuit de stad. In de eerste helft van mei werd de linie toch voltooid. Intussen had men in de stad evenmin stil gezeten en waren bijna alle verwoestingen hersteld. Daarnaast hadden de Maastrichtenaren voor de Brusselsepoort een redoute opgeworpen, deels omgeven met muren en voorzien van natte grachten. In de keel was een traverse opgeworpen met een klein, driehoekig grachtje. Bovenop waren caponnières gemaakt en langs de grachtboorden mijnovens. Verder werden onderaardse gangen gegraven vanaf de buitenste gracht naar buiten om uitvallen te kunnen plegen.
Oranje probeerde intussen geld in te zamelen om Maastricht te kunnen ontzetten. Oranje liep echter tegen onenigheid, besluiteloosheid en langdradigheid van de Staten aan. Geld werd een steeds groter probleem voor de voortslepende strijd tegen de Spanjaarden. Tevergeefs maande Oranje de Staten van Vlaanderen aan om hun aandeel in de kosten van de strijd, tweehonderdduizend gulden, in de pot te storten.

### Strijd om een ravelijn

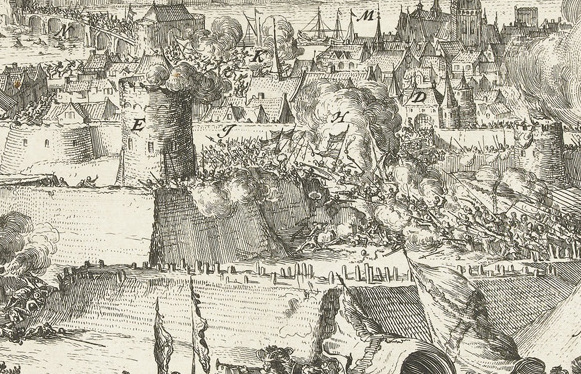
Inname van een ravelijn (detail van een prent van Romeyn de Hooghe)

Parma liet nu het ravelijn van de Brusselsepoort beschieten. Hij liet daarvoor een "beukerij" oprichten, een gesloten schans van ruim twintig meter hoog en vier meter dik met een face en flanken van ruim zeventien meter. Drie stukken geschut schoten vanaf de beukerij onophoudelijk op de stad, met als hoofddoel zoveel mogelijk schade aan te richten aan de ravelijn. Na vijftien dagen was de saillant geheel vernield. Nu lukte het de aanvallers om de ravelijn in te nemen, waarbij echter de poging om over de gracht te geraken mislukte. De Maastrichtenaren slaagden er zelfs in de aanvallers enigszins terug te drijven. Daarop zette Parma in om de brug tussen de stad en de redoute in handen te krijgen. De redoute kon vanuit het veld beschoten worden. Parma liet aan beide kanten een batterij opwerpen voor vier kanonnen. De werkzaamheden werden zwaar belemmerd door beschietingen vanuit de nabijgelegen torens. Parma begreep dat eerst dat geschut het zwijgen opgelegd moest worden. Hij liet daartoe een derde batterij bouwen waar vanaf de torens beschoten konden worden. In korte tijd werden de borstweringen van de torens kapotgeschoten, waardoor de verdedigers gedwongen werden het geschut terug te trekken. Nu kon de brug ongehinderd beschoten worden waardoor de verdedigers al gauw gedwongen werden de redoute op te geven. Deze verovering kostte Parma echter tweeduizend manschappen en vijf weken tijd.

### Negen bestormingen

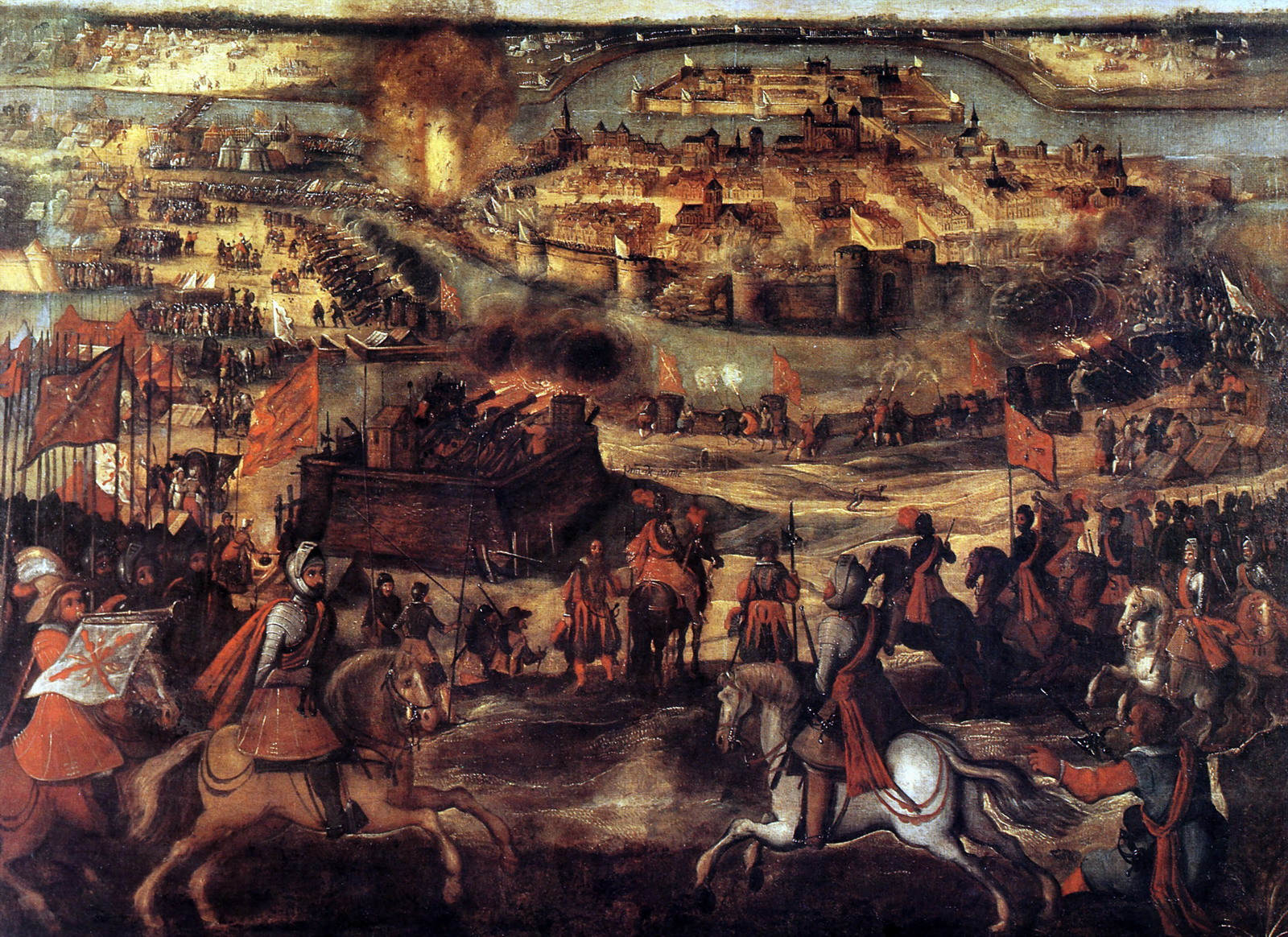
De belegering in volle gang. Anoniem schilderij in het Koninklijk Paleis van Aranjuez

Nu kon Parma aan beide kanten van de Brusselsepoort een galerij aanleggen van vier- tot vijfhonderd meter. De sappeurs konden nu uit hun "sappes" komen en de muren naderen. Ondanks herhaalde uitvallen vanuit de stad lukte het de mijnenleggers om mijnen te leggen en een deel van de muur op te blazen. De ontstane bres werd ingenomen door de aanvallers, de verdedigers trokken zich terug naar een achterliggende verschansing, waar acht stukken geschut stonden opgesteld. Daarachter was nog een tweede borstwering. Parma liet een paalbrug bouwen over de gracht, die hier tien meter breed was. Ondanks beschietingen van musketiers was de brug in korte tijd gereed. Op de puinhoop van de oude ringmuur plaatsten de belegeraars een batterij met halve kartouwen en veldslangen. Op 24 juni openden zij het vuur. Daarnaast had Parma mijnen laten leggen bij de brug en onder de verschansing, waarmee een deel van de wal werd opgeblazen. Als tijgers vielen Parma's troepen en de Maastrichtse verdediging elkaar aan in de ontstane bres. Twee uur lang werd gevochten, waarbij Tapijn zwaargewond raakte door een kogelschot in zijn arm. Op dat moment was er een tweede bres in de wal geschoten en leek het alsof de slag voorbij was. De verdediging echter bleef op de grote batterij schieten en bracht hen zoveel schade toe dat het aanvallende vuur zo goed als stil kwam te liggen. Maar liefst negen bestormingen werden op de bres ondernomen en allemaal werden ze door de Maastrichtenaren afgeslagen (waarbij drieduizend doden vielen onder vriend en vijand).

### Poging tot ontzet

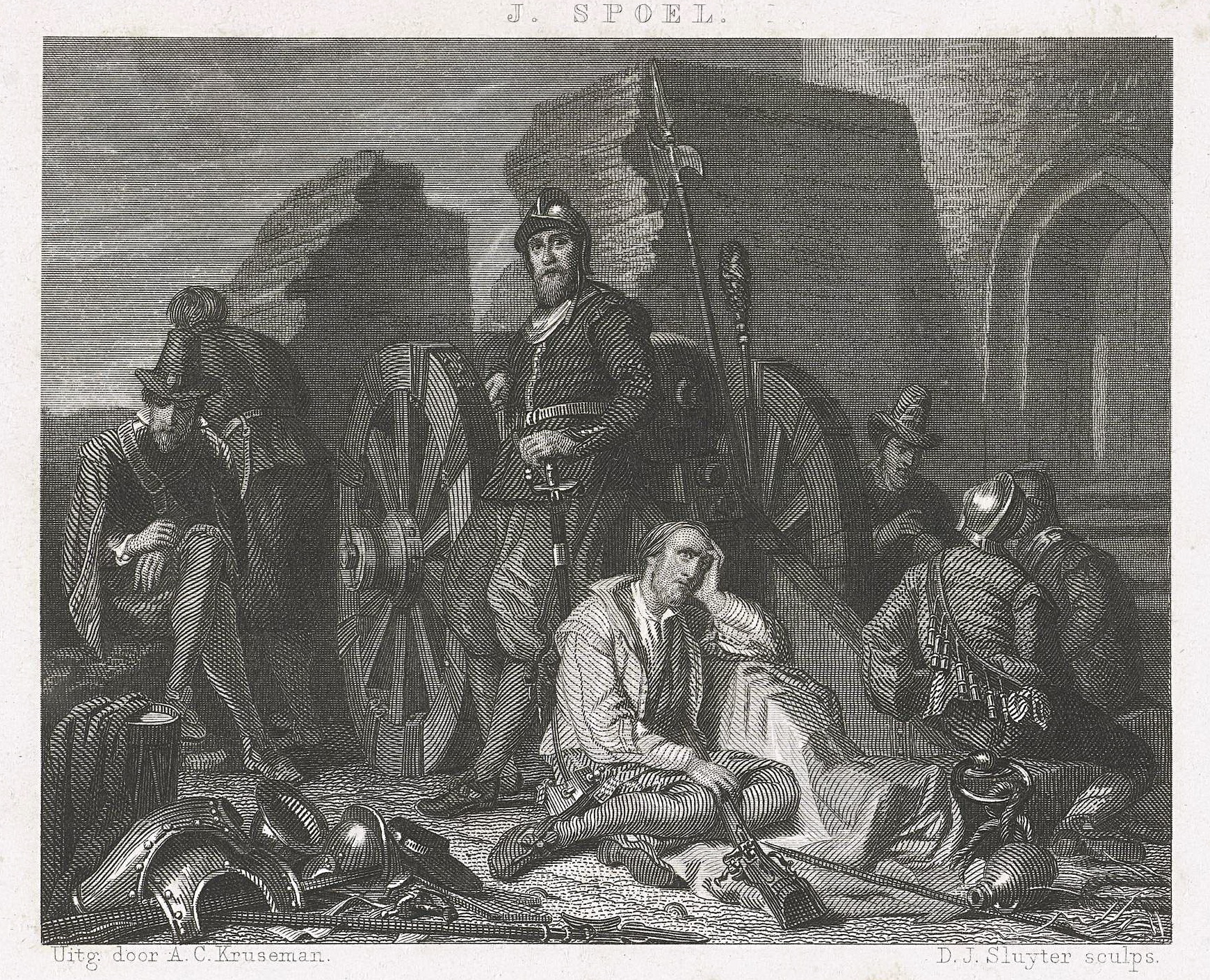
19e-eeuwse visie op de eindfase van het beleg: vermoeide wachters op de kapotgeschoten stadsmuur

Na deze aanval was de toestand in Maastricht vrijwel onhoudbaar geworden door gebrek aan voedsel en het uitbreken van ziekten. Bewoners en soldaten kwijnden weg door hongersnood of buiktyfus, waardoor de bezetting al met zo'n vierhonderd man was geslonken. Velen waren zo verzwakt dat ze nauwelijks op hun benen konden staan. Een bode van de Staatsen kwam met het heuglijke bericht dat binnen twee weken ontzet zou komen. Echter, de drie- tot vierduizend ruiters onder aanvoering van Jan van Nassau met ondersteuning van honderd compagnieën voetvolk, die enige tijd later ten tonele verschenen, troffen Parma's leger zo sterk verschanst aan dat zij het niet waagden om de aanval in te zetten. De prins probeerde intussen in Keulen een wapenstilstand te regelen, maar Parma was onverzettelijk, wetende dat de overwinning nabij was. De ondergrondse strijd duurde voort. Bijna dagelijks vonden schermutselingen plaats in de tunnels en loopgraven. Op 18 juni sneuvelde Gilles van Berlaymont, een belangrijk veldheer en koningsgezind stadhouder van verschillende gewesten.
Intussen eiste de hongersnood binnen de stad een steeds grotere tol. Het garnizoen wilde zich overgeven, maar een deel van de burgers, aangemoedigd door predikanten, weigerden. Toen de verdediging van de stad onhoudbaar bleek, ontwikkelde Tapijn het plan om de nog bestaande eerste stadsmuur van Maastricht als reserveverdedigingslinie te gebruiken, om de bevolking de gelegenheid te geven zich in het stadsdeel Wyck terug te trekken. Dit compacte stadsdeel op de oostelijke Maasoever verwachtte hij nog zeker twee maanden met succes te kunnen verdedigen, daarmee tijd winnend voor het verhoopte ontzet door het Staatse leger. Het plan werd niet uitgevoerd doordat Tapijn tijdens de gevechten bij de Brusselsepoort ernstig gewond raakte en de gevechtsleiding op het kritieke moment verloor.

## Bestorming, inname en plundering
Op 28 juni wist een soldaat van de belegeraars op de muur te klimmen bij de Brusselsepoort en zag dat een bres niet gevuld was en dat de schildwachten moe en uitgemergeld in een diepe slaap lagen. Hij meldde dit bij zijn officieren, die meteen een afdeling soldaten stuurden om de schildwachten te overvallen. Even later volgde de bestorming van de stad vanuit verschillende richtingen. De garnizoenssoldaten en burgers van Maastricht verzetten zich tot het laatst tegen de invallers. Toen verder verzet zinloos bleek, probeerden soldaten en burgers alsnog via de Maasbrug de voorstad Wyck te bereiken. De aanvallers joegen hen achterna en honderden vielen onder het zwaard. Bovendien was het houten deel van de brug eerder door de Wyckenaren in brand gestoken als verdedigingsmaatregel, waardoor velen van de brug stortten en verdronken. Sebastiaan Tapijn werd in Wyck gevangengenomen en naar het hoofdkwartier van Parma te Pietersheim overgebracht, waar hij enkele dagen later aan zijn verwondingen stierf. Melchior van Schwarzenberg sneuvelde eveneens bij de inname.

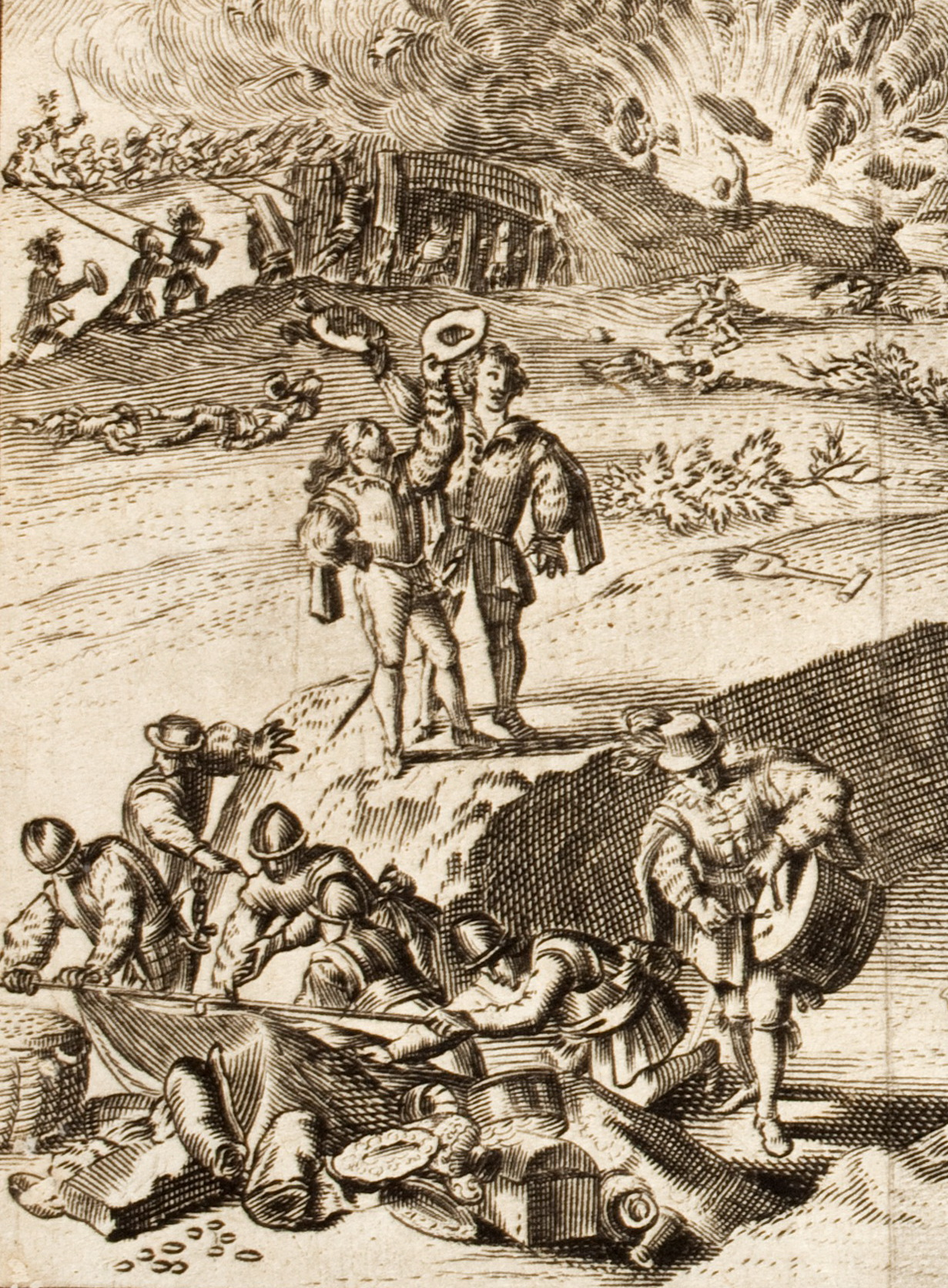
Soldaten verdelen de buit. Detail gravure uit Strada's De Bello Belgico

Doordat Maastricht zich tot het laatst was blijven verzetten, volgde daarop, in overeenstemming met het toenmalige krijgsrecht, een driedaagse plundering van de stad. Tijdens de inname en de daarop volgende plundering lag Parma met hoge koorts op bed, waardoor de inname waarschijnlijk bloediger verliep dan gebruikelijk. Vooral de Duitsers en Walen zouden zich zeer misdragen hebben. De wraak van de overwinnaars, die immers ook grote verliezen hadden geleden, richtte zich niet slechts op diegenen die hadden meegeholpen met de verdediging van de stad. Na de inname werd niets of niemand ontzien. Mannen, vrouwen, bejaarden en zelfs kinderen werden afgeslacht. De straten lagen vol met lijken. Hoewel dergelijke gruwelen in de Nederlanden geen uitzondering meer waren, lijkt de inname van Maastricht in dat opzicht uitzonderlijk gewelddadig te zijn geweest.

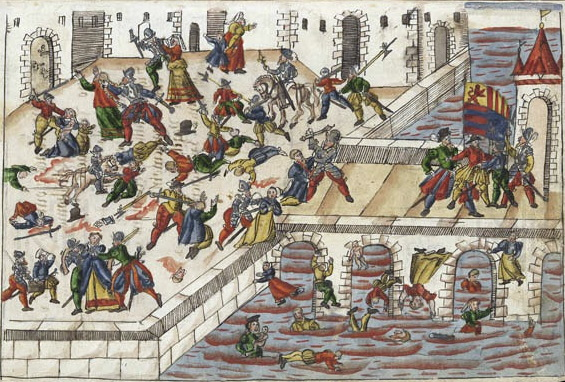
Spaanse soldaten belagen vrouwen, tekening van vóór 1587

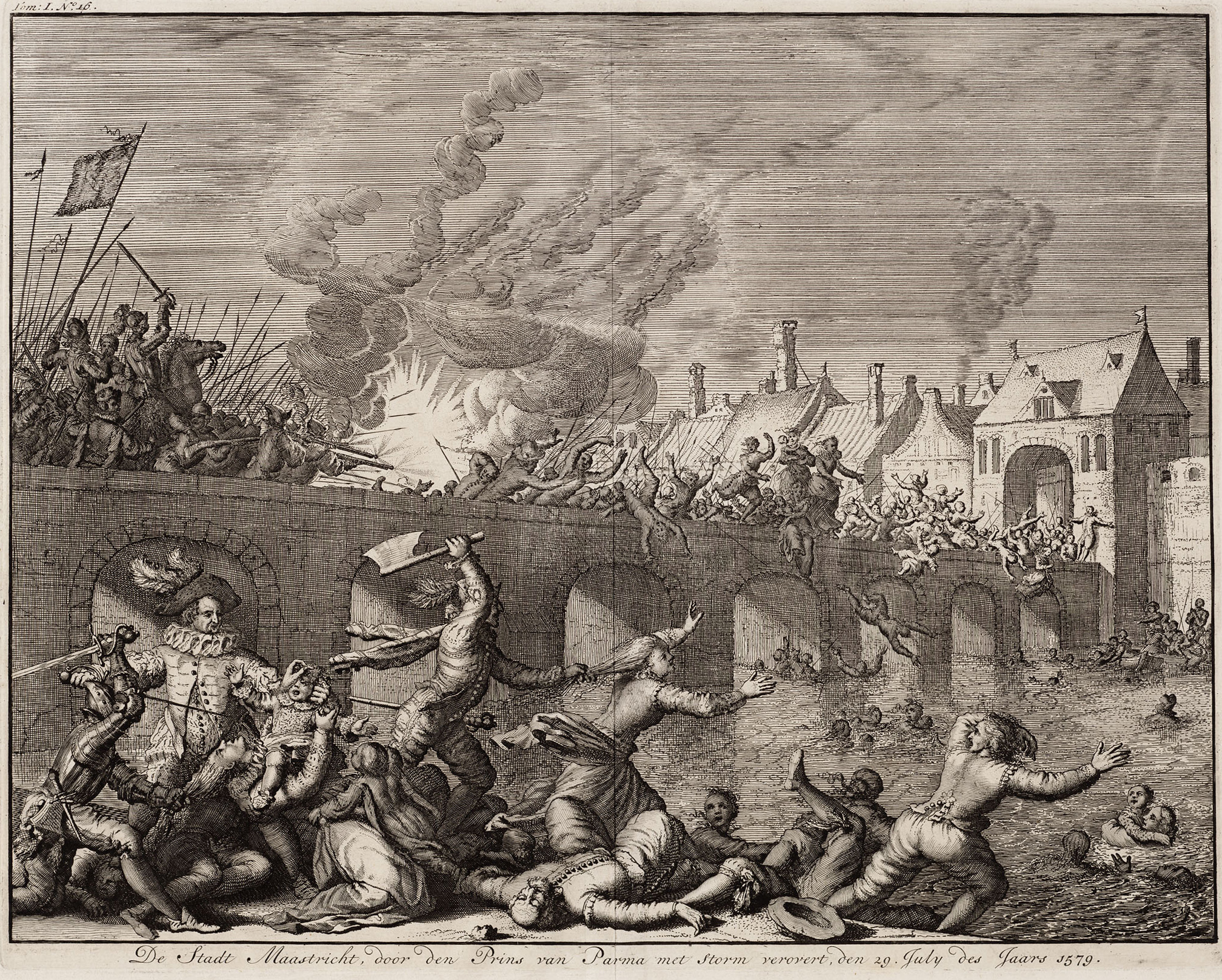
De inname van Maastricht volgens Jan Luyken, 1679

Later werd het aantal slachtoffers, de ernst van de gruwelen en de omvang van de plunderingen sterk overdreven, met name bij het protestantse volksdeel in de Republiek der Verenigde Nederlanden. In de 17e eeuw beweerden Bor en Van Meteren dat de bevolking op enkele honderden na werd uitgemoord en dat alle leegstaande huizen in brand waren gestoken. Alleen al op de eerste dag zouden vierduizend mensen zijn omgebracht. De straten zagen rood van het bloed, hoofdeloze rompen, afgeslagen ledematen, overal lagen rottende hopen menselijke overblijfselen. Volgens sommige kroniekschrijvers richtte de bloeddorst van de overwinnaars zich met name op vrouwen, die van huis tot huis werden achtervolgd, verkracht en vermoord, en daarna van daken en uit vensters werden gesmeten. Sommige moeders sprongen met hun kinderen in de armen uit wanhoop in de Maas. Het moordtoneel was zo ijselijk dat het lang voortleefde in de verbeelding van velen. Volgens sommige bronnen overleefden minder dan vierhonderd burgers het bloedbad. Walen vestigden zich in de ontvolkte stad. Maastricht was tot een woestenij gemaakt.
In werkelijkheid weet niemand precies wat zich in die drie dagen van plunderingen heeft afgespeeld, omdat er weinig betrouwbare gegevens zijn. De raadsheer van de Spaanse koning, Christoffel d'Assonleville, die kort na de inname in Maastricht aankwam, sprak over 800 burgerslachtoffers, 5 tot 8 % van de bevolking. Parma schatte in een brief aan koning Filips de verliezen van het Maastrichtse garnizoen op een kleine duizend, ongeveer 80 % van de oorspronkelijke bezetting. Dat klopt met berichten over de aankomst van het restant van het garnizoen van iets meer dan 250 manschappen in Antwerpen, dat pas in 1585 in Spaanse handen zou komen.

## Gevolgen

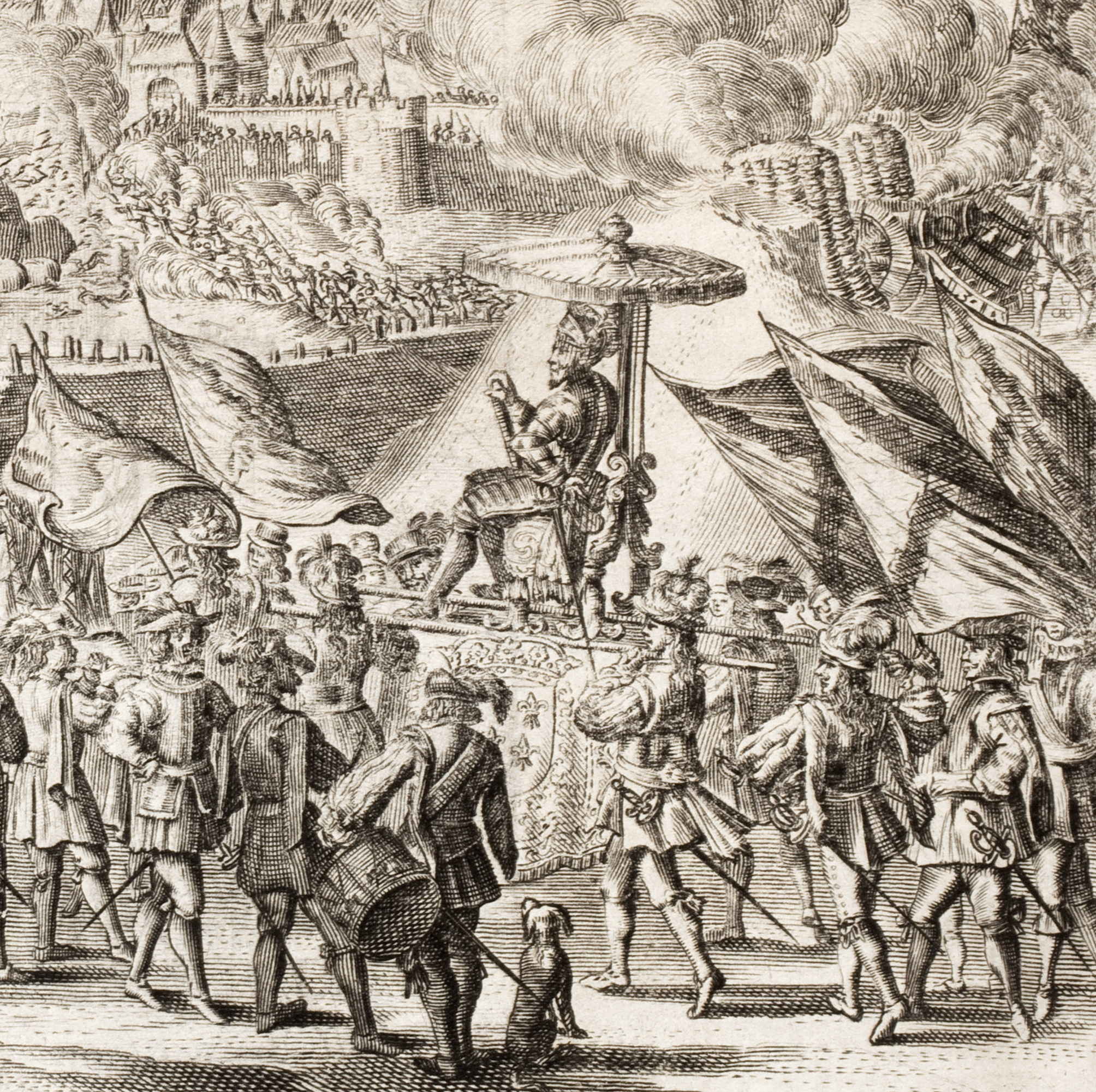
Historisch onjuiste weergave van de intocht van Parma. In werkelijkheid lag deze met koorts in bed

Parma hield pas op 2 juli 1579, drie dagen na de inname, zijn intocht in Maastricht. Van juli 1579 tot maart 1580 verbleef hij in de Proosdij van Sint-Servaas. Op 10 augustus 1579 kondigde hij een generaal pardon af. Een groot aantal Maastrichtenaren die de Reformatie aanhingen, waren al voor of direct na het beleg de stad ontvlucht. De protestanten die achterbleven, kregen de kans zich te bekeren tot het katholicisme (met uitzondering van predikanten). Parma zou op 15 maart 1580 in het Spaans Gouvernement de vogelvrijverklaring van Willem van Oranje hebben ondertekend.
De vestingwerken, de brug en veel gebouwen binnen de muren van Maastricht waren tijdens het beleg zwaar beschadigd. Het zou jaren duren voordat alle herstelwerkzaamheden waren uitgevoerd. Ook buiten de stad was veel schade. Zo werd het Norbertinessenklooster van Rekem verwoest. Door de plunderingen waren veel kunstschatten en relikwieën uit kerken en kloosters verdwenen, waardoor de stad belangrijke trekpleisters voor bedevaartgangers was kwijtgeraakt. Het voornaamste verlies, zowel uit religieus als economisch oogpunt, betrof de "hemelse doeken" uit de kerkschat van de Sint-Servaaskerk, doeken die aan Sint-Servaas werden toegeschreven. De toning van de drie doeken vanaf de dwerggalerij van de kerk aan de verzamelde menigte op het Vrijthof, vormde in de eeuwen daarvoor het hoogtepunt van de zevenjaarlijkse heiligdomsvaarten, die tienduizenden pelgrims op de been brachten.
De tweeherigheid van Maastricht bleef gehandhaafd, maar de stad moest een gedeelte van haar autonomie prijsgeven. In 1580 vond een hervorming van de stedelijke magistraat plaats, waarbij een einde kwam aan de sinds 1379 bestaande relatieve democratie (die in 1428 al enigszins was ingeperkt). De door de Luikse en Brabantse (= Habsburgse) soevereinen benoemde schouten en schepenen kregen veel meer invloed in de raad. Bovendien moesten alle raadsleden elke twee jaar herbenoemd of vervangen worden door commissarissen-deciseurs, die door de soevereinen waren aangesteld. De Maastrichtse ambachten (gilden) verloren alle politieke invloed. De stedelijke schutterijen werden opgeheven en vervangen door een permanent garnizoen.
De economische positie van Maastricht als handelsstad, die toch al te lijden had gehad van de oorlog in het algemeen, was door het beleg ernstig verzwakt. De nijverheid, op de leerlooierij na, verdween vrijwel uit de stad. De werkelijke oorzaak van de ineenstorting van de stedelijke economie was echter niet zozeer het beleg van 1579, maar het verstoorde economische evenwicht in het Maas- en Rijnland, waar ook steden als Namen en Keulen zwaar door getroffen werden. Monetaire en sociale problemen rond het midden van de 16e eeuw versterkten dit effect.
De gewelddadige inname van de stad door het koninklijke leger was voor de Maastrichtse bevolking een traumatische ervaring geweest, die nog eeuwenlang nagalmde. Bij latere oorlogsdreigingen herinnerde men telkens aan het beleg van 1579, waarbij de burgerij er bij de garnizoensleiding op aandrong om de stad vroegtijdig over te geven, ter voorkoming van een herhaling van 1579. In 1632 werd Maastricht opnieuw belegerd, waarbij de rollen echter omgekeerd waren: de stad werd verdedigd door een Spaans garnizoen (samen met de burgers van Maastricht); de aanvallers waren de Staatse troepen onder leiding van prins Frederik Hendrik van Oranje.

## Cultuurhistorisch erfgoed
De belegering en de inname van Maastricht door Parma maakte in heel Europa grote indruk. In katholiek Europa vooral in positieve zin; in protestants Europa als afschrikwekkend voorbeeld. Koning Filips II liet voor zijn Koninklijk Paleis van Aranjuez een heroïsch doek van El Asalto a Mastrique schilderen. De Spaanse toneelschrijver Lope de Vega schreef in 1614 de tragikomedie El assalto de Mastrique, por el príncipe de Parma. De Italiaanse jezuïet en historicus Famiano Strada beschreef het beleg in zijn De Bello Belgico (1632-1650), geïllustreerd met gravures van Pierre Du Ryer. Gravures die de gruweldaden van de Spanjaarden in beeld brachten, werden nog tot aan het eind van de 17e eeuw verspreid, onder andere door Jan Luyken en Romeyn de Hooghe.
In de Heerderberggroeve, een mergelgroeve in Cadier en Keer, bevindt zich een graffito die waarschijnlijk tijdens het beleg van 1579 tot stand is gekomen. De groeve diende toen mogelijk als schuilplaats voor bewoners van dorpen uit de omgeving, die in of nabij de circumvallatielinie lagen. De uit twee delen bestaande, ingekraste tekening toont een fase uit het beleg, zoals dat vanaf de ingang van de Heerderberggroeve, gelegen op de rand van het Plateau van Margraten, kon worden waargenomen: links een kanonnier bij een kanon; rechts de Duitse Poort in Wyck (in haar 16e-eeuwse verschijningsvorm met drie torenspitsen). Boven de poort steken enkele stormladders uit. Boven de poortdoorgang zijn een vijftal symbolen ingekrast: een omega (als christelijk symbool; zie Alfa en Omega), een Latijns kruis met een cirkel, een zeis (als symbool van de dood; zie Magere Hein), een zandloper (symbool van de eindigheid van het leven; zie vanitas) en een sleutel (de Sint-Servaassleutel?). De symbolen geven uitdrukking aan de doodsangst en het geloofsvertrouwen van zowel de belegerden in de stad als de vluchtelingen in de mergelgroeve.
Van een enkele gesneuvelde Spaanse officier bleef de grafsteen of een epitaaf bewaard, zoals die van Marco Antonio Simoneta in de Sint-Matthiaskerk. Van het gros van de duizenden doden is echter niet bekend waar ze begraven zijn. In 2004 werd in een tuin aan de Picardenlaan in de Maastrichtse wijk Biesland-Campagne een zevental skeletten gevonden, die bleken uit de tijd van het beleg te dateren. Van een van de schedels werd een gelaatsreconstructie gemaakt, die in 2010 in het Centre Céramique was te zien.
Ter genoegdoening aan de door het kapittel van Sint-Servaas geleden oorlogsschade liet de hertog van Parma het zwaar beschadigde borstbeeld van Sint Servaas herstellen en deels vernieuwen. Deze verguld zilveren reliekhouder en portretbuste van de stadspatroon is nog steeds een van de pronkstukken in de Schatkamer van de Sint-Servaasbasiliek.
In 1598 werd een groot verdedigingswerk ten zuiden van het stadsdeel Wyck vernoemd naar de zegevierende veroveraar van Maastricht, het Parmabastion. Het bastion is in de 19e eeuw gesloopt, maar in 2002 zichtbaar gemaakt in het plaveisel van de Avenue Céramique. Pas in 1934 werd de toen al enige tijd bestaande kazerne in het gebied De Kommen vernoemd naar de vergeten verdediger van Maastricht: de Tapijnkazerne.

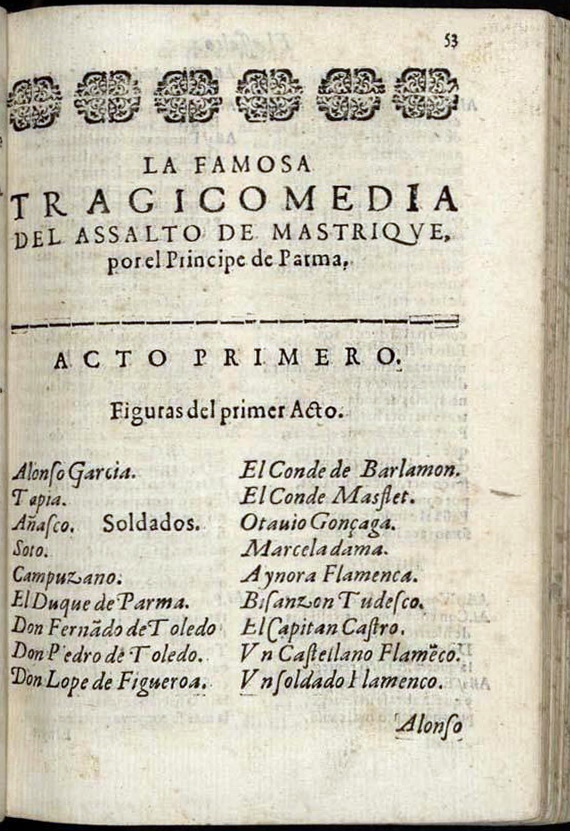
Titelpagina El assalto de Mastrique
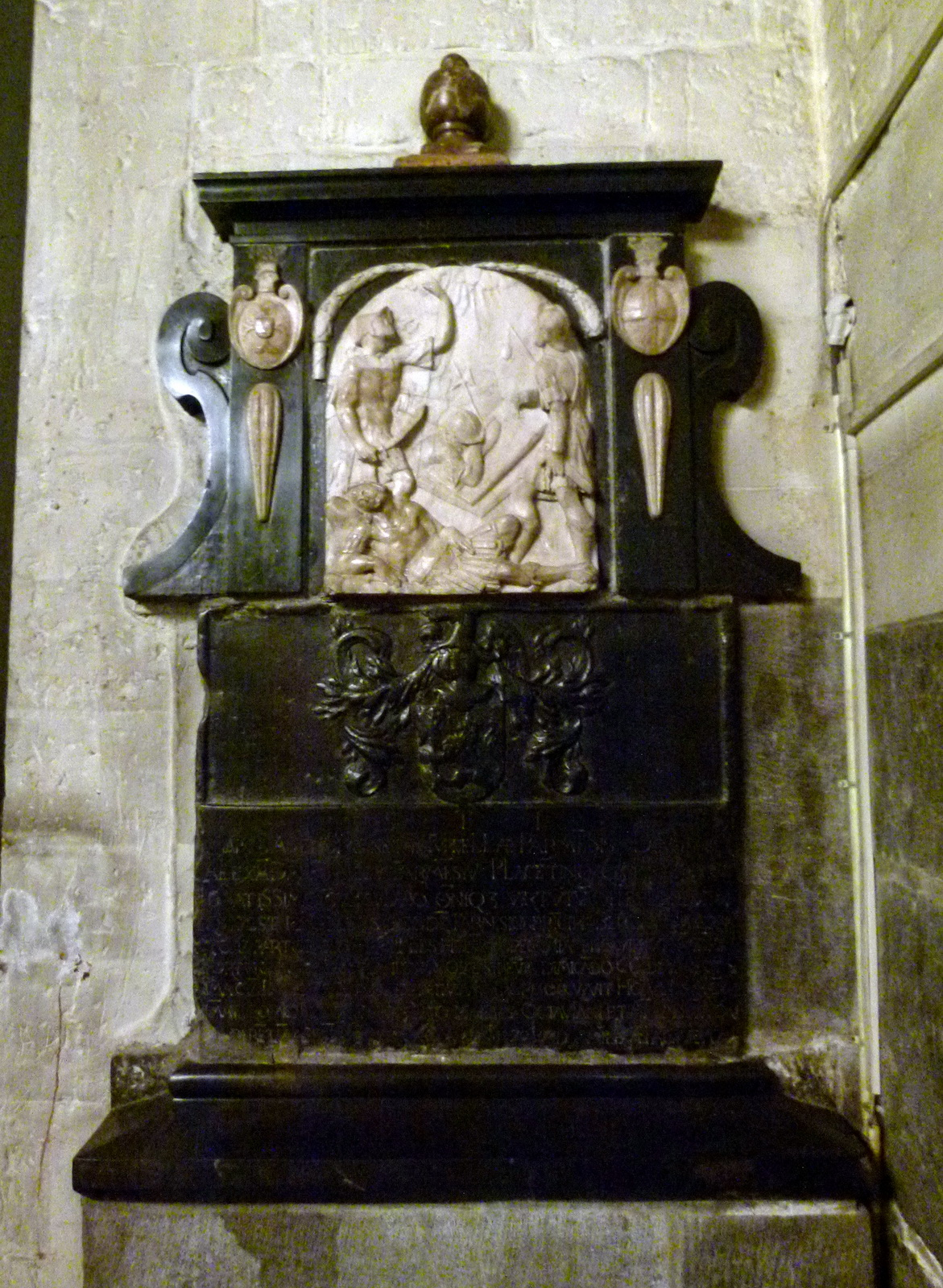
Epitaaf van Marco Antonio Simoneta
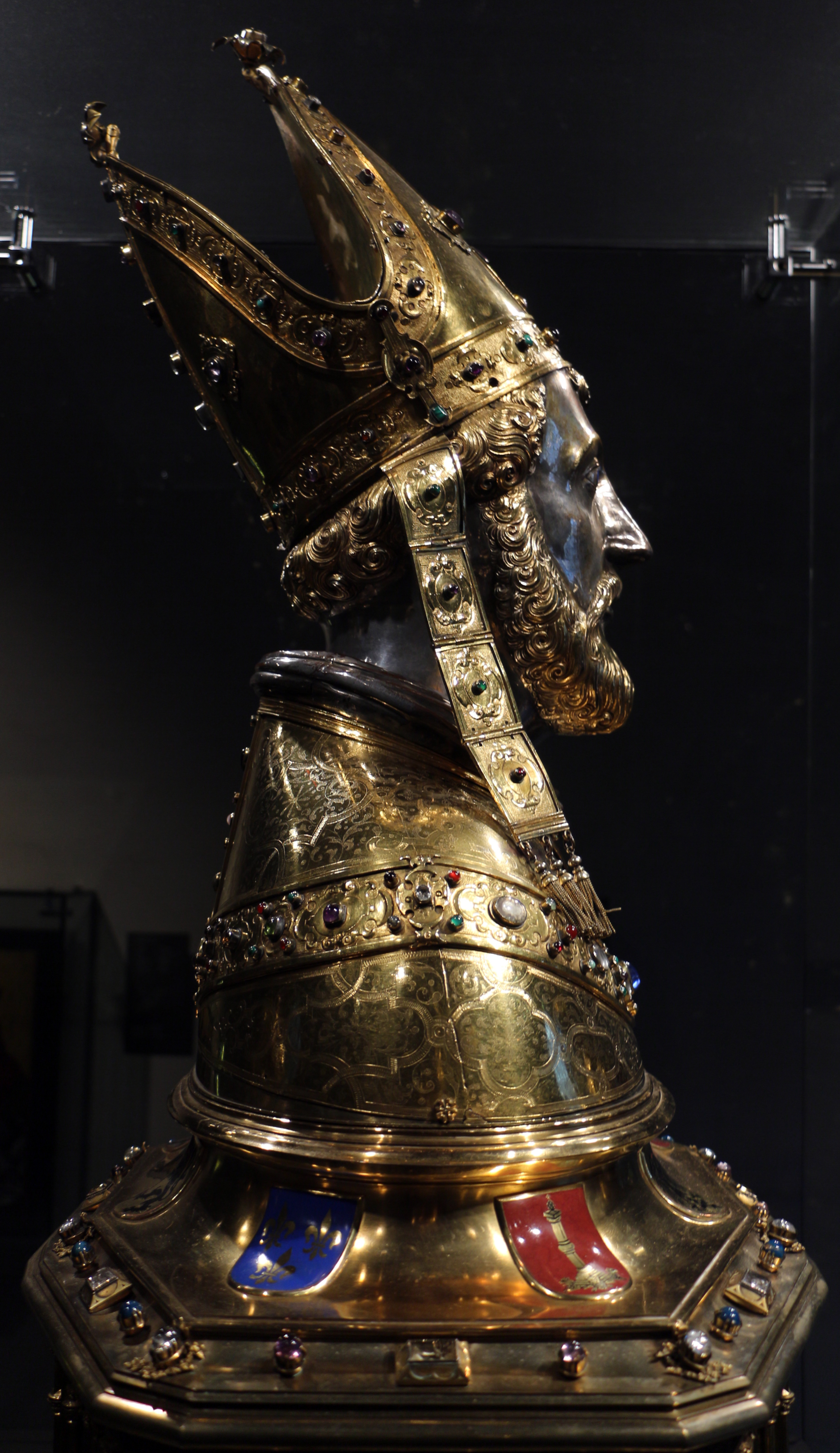
Borstbeeld van Sint Servaas, geschonken door Parma
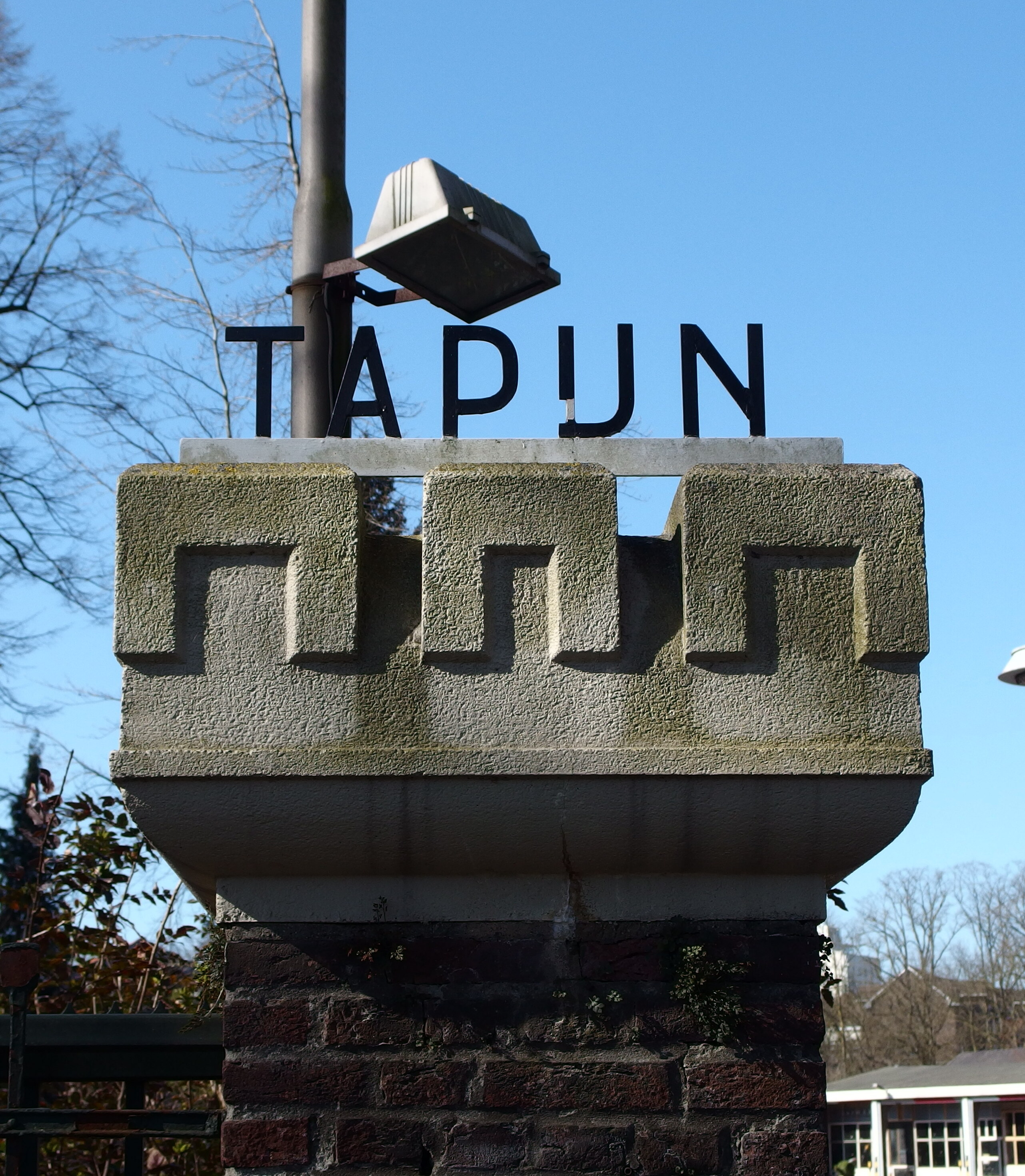
Tapijnkazerne, vernoemd naar Tapijn

## Verder lezen
- (es)  Vier brieven van Parma, geschreven in Maastricht, 1579-1580, in de Nationale Bibliotheek van Spanje
- (la)  Strada, F. (1632-1650): De Bello Belgico decades duae. Rome

881: Plundering door Vikingen ·
1204: Luiks-Loons beleg ·
1267: Beleg door Hendrik van Gelre ·
1303: Beleg door Jan & Pieter van Bar ·
1334: Beleg door Adolf van der Mark ·
1407-08: Beleg door Luikenaren ·
1576: Spaanse Furie ·
1579: Beleg door Parma ·
1632: Beleg door Frederik-Hendrik ·
1634: Beleg door De Moncada ·
1638: Verraad van Maastricht ·
1673: Beleg door Lodewijk XIV ·
1676: Beleg door Willem III ·
1747: Slag bij Lafelt ·
1748: Beleg door Maurits van Saksen ·
1793: Beleg door De Miranda ·
1794: Beleg door Kléber ·
1814: Blokkade (6e Coalitieoorlog) ·
1830-33: Blokkade (Belgische Opstand) ·
1940: Bezetting (WO2) ·
1944: Bevrijding (WO2)